# Millon Wolde
Millon Wolde, ook wel Million Wolde (Addis Abeba, 17 maart 1979) is een Ethiopische langeafstandsloper en olympisch kampioen.

## Loopbaan
Wolde werd op zeventienjarige leeftijd zesde op de 3000 m steeple tijdens de wereldkampioenschappen voor junioren in 1999 in Sydney. Een jaar later werd hij in Annecy wereldjeugdkampioen op de 5000 m. Op de WK veldlopen voor junioren in 1996 in Kaapstad werd hij achtste, in 1997 in Turijn tweede en in 1998 in Marrakesh wereldkampioen. In hetzelfde jaar liep hij een persoonlijk record op de 5000 m van 12.59,39.
Op de wereldindoorkampioenschappen van 1999 in Maebashi won hij een bronzen medaille op de 3000 m en op de WK veldlopen korte afstand (4 km) in Belfast eindigde hij als vierde. In datzelfde jaar werd hij achtste op de wereldkampioenschappen in Sevilla op de 5000 m.
Wolde leverde zijn grootste prestatie op 22-jarige leeftijd tijdens de Olympische Spelen van Sydney in 2000. Op de 5000 m nam hij 200 meter voor de finish de kop, schudde de concurrentie af en werd olympisch kampioen in 13.35,49.
Op de WK van 2001 in Edmonton won Wolde in een tijd van 13.03,47 een zilveren medaille op de 5000 m. Sindsdien kan hij vanwege diverse blessures niet meer op zijn oude niveau komen.

## Titels
- Olympisch kampioen 5000 m - 2000
- Wereldjuniorenkampioen 5000 m - 1998
- Wereldjuniorenkampioen veldlopen - 1998

## Persoonlijke records
Outdoor
| Onderdeel         | Prestatie | Datum            | Plaats    |
| ----------------- | --------- | ---------------- | --------- |
| 1500 m            | 3.39,15   | 7 juni 1998      | Dortmund  |
| 1 Eng. mijl       | 3.58,21   | 27 juni 1999     | Gateshead |
| 3000 m            | 7.32,36   | 23 juni 2000     | Parijs    |
| 2 Eng. mijl       | 8.24,53   | 30 mei 1999      | Hengelo   |
| 5000 m            | 12.59,39  | 12 augustus 1998 | Zürich    |
| 3000 m steeple    | 8.29,21   | 31 mei 1997      | Hengelo   |
| 5 Eng. mijl (weg) | 22.52     | 14 april 2001    | Balmoral  |

Indoor
| Onderdeel   | Prestatie | Datum            | Plaats     |
| ----------- | --------- | ---------------- | ---------- |
| 2000 m      | 5.02,57   | 11 februari 2000 | Gent       |
| 3000 m      | 7.35,84   | 6 februari 2000  | Stuttgart  |
| 2 Eng. mijl | 8.12,10   | 18 februari 2001 | Birmingham |

## Palmares

### 3000 m
Kampioenschappen
- 1999:  WK indoor - 7.53,85
- 2001: 5e WK indoor - 7.44,54

Golden League-podiumplekken
- 2000:  Meeting Gaz de France – 7.32,36

### 5000 m
- 1998:  WJK - 13.47,49
- 1999: 8e WK - 13.20,81
- 2000:  OS - 13.35,49
- 2001:  WK - 13.03,47

### 3000 m steeple
- 1996: 6e WJK - 8.42,37

### veldlopen
- 1996: 8e WK junioren - 24,56
- 1997:  WK junioren - 24.28
- 1997:  Warandeloop - 29.32
- 1998:  WK junioren - 22.47
- 1999: 4e WK korte afstand - 12.36
- 2000: 15e WK korte afstand - 11.42
- 2002: 16e WK korte afstand - 12.40

1912: Hannes Kolehmainen ·
1920: Joseph Guillemot ·
1924: Paavo Nurmi ·
1928: Ville Ritola ·
1932: Lauri Lehtinen ·
1936: Gunnar Höckert ·
1948: Gaston Reiff ·
1952: Emil Zátopek ·
1956: Vladimir Koets ·
1960: Murray Halberg ·
1964: Bob Schul ·
1968: Mohammed Gammoudi ·
1972: Lasse Virén ·
1976: Lasse Virén ·
1980: Miruts Yifter ·
1984: Saïd Aouita ·
1988: John Ngugi ·
1992: Dieter Baumann ·
1996: Vénuste Niyongabo ·
2000: Millon Wolde ·
2004: Hicham El Guerrouj ·
2008: Kenenisa Bekele ·
2012: Mo Farah ·
2016: Mo Farah ·
2020: Joshua Cheptegei ·
2024: Jakob Ingebrigtsen